# Programa Extinção Zero
O Programa Extinção Zero é um programa de conservação ambiental lançado em 2008 pelo governo do estado do Pará, no Brasil, com o objetivo criar um plano de preservação das 181 espécies vegetais e animais locais ameaçadas de extinção. O programa envolve a criação de uma lista oficial, a Lista Vermelha, com todas as espécies a serem preservadas e sua localização dentro do estado, o mapeamento da situação das áreas de conservação paraenses já existentes e a implementação de medidas ambientais adicionais, incluindo a criação de novas áreas protegidas.

## Contexto
O Pará é um dos estados do Brasil que está inserido no chamado "Arco do Desmatamento" (a região da Amazônia Legal que mais perde áreas de floresta). As queimadas têm acelerado o processo de formação de área de savana no Mato Grosso e sul do Pará e cerca de 70% da área anteriormente coberta por floresta e 91% da área desmatada desde 1970, é usada para criação de gado. A Amazônia possui oito grandes centros de endemismo com espécies únicas, dos quais o Centro de Endemismo Belém, situado entre o Pará e Maranhão, é o mais degradado e abrange uma área de mais de 150 municípios. Atualmente, 55% do território paraense está inserido em áreas protegidas ou territórios indígenas. Apesar disso, o estado lidera o desmatamento na Amazônia brasileira, com 202,9 quilômetros quadrados de áreas desflorestadas — o que representa 16% do território estadual e 30% de toda a área já degradada da região amazônica.

## Programa

### Lista Vermelha
Antes da implementação do programa, foi elaborada uma Lista Vermelha de espécies de fauna e flora ameaças no âmbito do Projeto Biota Pará,[a] coordenado por pesquisadores do Museu Paraense Emílio Goeldi, com apoio da Secretaria Estadual de Meio Ambiente (Sema) e da Conservação Internacional (CI). O Pará é o primeiro estado da Amazônia, e também o primeiro fora do eixo Sul-Sudeste, a ter uma lista de espécies ameaçadas de extinção. Entre 2003 e março de 2005, foram definidos os critérios e categorias de ameaça a serem adotados na avaliação do status de conservação das espécies. Em seguida, foi elaborada uma lista preliminar com espécies da fauna e flora candidatas à lista oficial, acompanhada por uma base de dados com informações detalhadas sobre cada uma. Inicialmente, os pesquisadores identificaram 928 espécies candidatas à lista final. Com o objetivo de ampliar o processo de discussão, o banco de dados ficou disponível para consulta pública entre abril de 2003 e maio de 2006, por meio de uma página na internet que permitia sugestões e complementações sobre espécies incluídas ou excluídas.
O processo foi concluído em uma reunião técnica realizada em Belém, nos dias 28 e 29 de junho de 2006, com a participação de 48 especialistas. A lista final foi definida com base nas informações reunidas ao longo do processo e nos critérios da União Internacional para Conservação da Natureza (UICN). Ao final, 181 espécies foram consideradas ameaçadas (91 vertebrados, 37 invertebrados e 53 plantas), classificadas em três categorias: Criticamente em Perigo (CR), Em Perigo (EN) e Vulnerável (VU). Segundo a diretora do Museu Goeldi, a maior parte das espécies da Lista Vermelha está concentrada nas áreas mais desmatadas do Pará. A lista final foi submetida ao Conselho Estadual de Meio Ambiente (COEMA), que formou uma Câmara Técnica para discuti-la amplamente com todos os setores da sociedade. O COEMA homologou a lista em 24 de outubro de 2007 e a mesma foi declarada por decreto da governadora Ana Júlia Carepa.
Em 10 de agosto de 2023, o Museu Paraense Emílio Goeldi e o Instituto de Desenvolvimento Florestal e da Biodiversidade do Pará (Ideflor-Bio) firmaram um acordo para revisar e atualizar a lista de espécies da flora ameaçada de extinção do estado. A iniciativa contará com a colaboração do Jardim Botânico do Rio de Janeiro e do Centro Nacional de Conservação da Flora. Segundo o atual diretor do Museu Goeldi, Nilson Gabas Júnior, a atualização é considerada fundamental para o monitoramento dos ecossistemas locais e para a definição de estratégias de conservação. Ela se enquadra como a primeira parte de uma programa de reestruturação da lista original, voltada à flora, mas que contará como uma segunda parte, destinada à fauna.

### Programa
O governo do estado, uma vez em posse da lista oficial, lançou em 20 de fevereiro de 2008 o programa Extinção Zero. O objetivo do programa é criar, com base nas informações da lista, uma nova agenda ambiental que permita ao governo proteger as espécies ameaçadas. Segundo Ima Célia Vieira, pesquisadora titular e ex-diretora do Museu Goeldi, em entrevista à Agência FAPESP:
| “ | A Lista Vermelha do Pará contém, além das características de cada espécie, um mapa de distribuição das espécies associado ao mapa da perda de seus hábitats. Com esse diferencial conseguiremos sobrepor os mapas para identificar essas áreas críticas, a partir do cruzamento de dados georreferenciados da distribuição de cada espécie ameaçada e das áreas alteradas pelo desmatamento. | ” |

Pretende-se a priorização na criação de novas unidades de conservação da biodiversidade e o fortalecimento das ações nas áreas protegidas já existentes. Para tal, foi construída uma colaboração com universidades, instituições científicas, organizações não governamentais (ONGs), setores produtivos e órgãos públicos para identificar as chamadas "Áreas Críticas de Biodiversidade" — definidas por pesquisadores do Comitê Técnico do estado — como regiões prioritárias para ações de conservação. As medidas de conservação estão sobremaneira dirigidas às espécies classificadas como criticamente em perigo, ou seja, duas de plantas, sete de peixes, uma de ave e três de mamíferos, a maioria delas encontradas nas áreas mais desmatadas do estado, com destaque para o Centro de Endemismo Belém:
| “ | O próximo passo será aperfeiçoar, por meio de ferramentas de modelagem computacional, o entendimento da distribuição das 13 espécies da Lista Vermelha consideradas como criticamente em perigo nas modelagens anteriores. O trabalho será complementado por medições em campo e, após essa fase, poderemos intensificar as ações governamentais nessas áreas críticas. | ” |
|   | — Ima Célia. |   |

Entre os dias 9 e 11 de fevereiro de 2009, o Museu Goeldi promoveu o seminário Espécies Ameaçadas e Áreas Críticas para a Biodiversidade no Estado do Pará, reunindo 35 especialistas de 18 instituições para discutir questões relacionadas a diferentes grupos da fauna e flora, como botânica, invertebrados, peixes, répteis, anfíbios, aves e mamíferos. Organizado em parceria com a Conservação Internacional, o encontro pretendia identificar possíveis áreas críticas à biodiversidade. Em outubro do mesmo ano, foi lançado o livro Espécies Ameaçadas de Extinção e Áreas Críticas para a Biodiversidade no Pará, decorrente de uma nova parceria entre o Museu Goeldi, a Secretaria Estadual de Meio Ambiente e a Conservação Internacional. O intuito da obra era apresentar novos resultados do Projeto Biota-Pará para subsidiar o Programa Extinção Zero. Ele foi organizado pelas biólogas Ana Luisa Albernaz e Teresa Cristina Avila-Pires e reúne informações sobre as espécies ameaçadas no estado e propõe áreas prioritárias para conservação.